# Sogno lucido

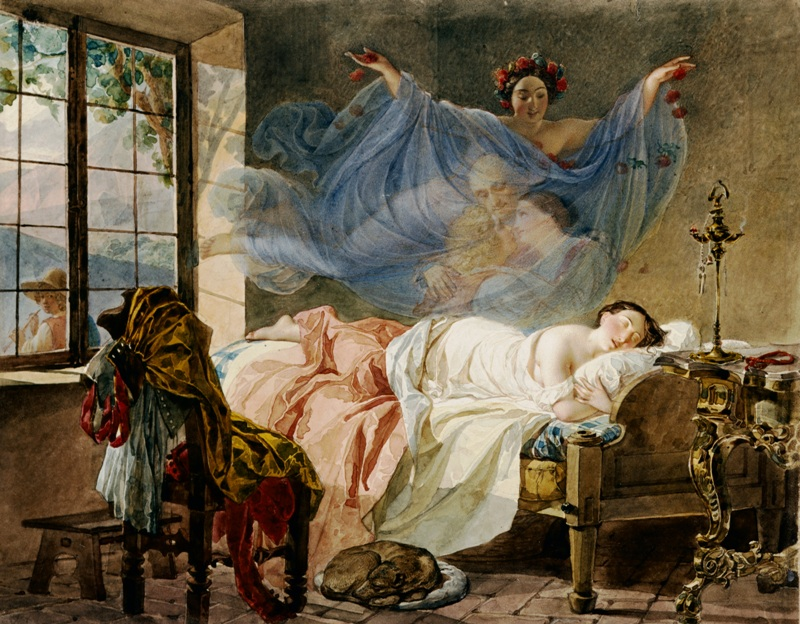
Sogno di una ragazza prima dell'alba, di Karl Briullov (1830)

Per sogno lucido si intende un sogno avuto in coscienza del fatto di stare dormendo, o anche detto altrimenti svegliarsi in un sogno. Con la pratica, il sognatore «lucido» può arrivare ad esplorare e modificare le situazioni del sogno a proprio piacimento.
Anticamente conosciuto solo in ambito esoterico, è un fenomeno che ha visto una crescente popolarità a partire dal XXI secolo, divenendo anche oggetto di studio scientifico col supporto di moderni macchinari di scansione cerebrale.

## Origine del termine

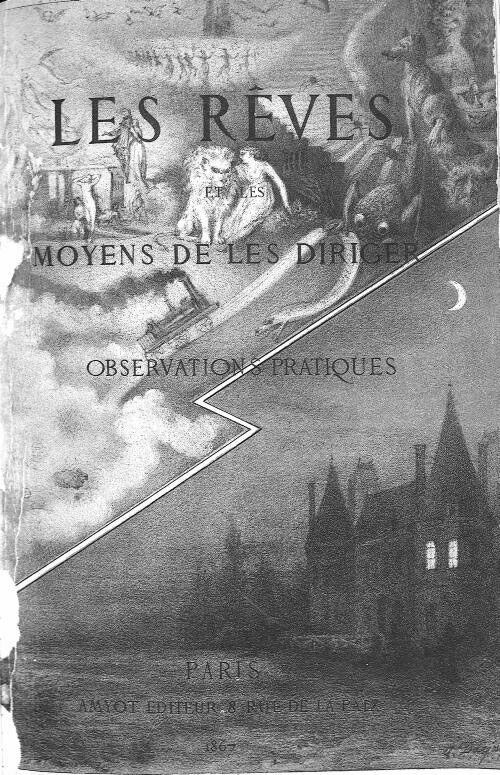
Copertina del primo libro dedicato interamente all'argomento, I sogni e le modalità per dirigerli, di Léon d'Hervey de Saint-Denys (1867)

La pratica del sogno lucido, anche chiamata in gergo filosofico onironautica, termine coniato dallo psichiatra olandese Frederik van Eeden in un articolo del 1913, intitolato A study of Dreams, fu approfondita nel 1987 dallo scienziato Stephen LaBerge, dottore di filosofia presso l'università di Stanford.
LaBerge definì l'esperienza del sogno lucido come «sognare sapendo di stare sognando». Egli fondò il Lucidity Institute, un ente che sovvenziona la ricerca sui sogni lucidi, nonché lo sviluppo di tecniche per aiutare le persone ad acquisire consapevolezza nel sogno.
Secondo LaBerge, infatti, l'esperienza dei sogni lucidi può essere d'aiuto negli ambiti più disparati: nel problem solving, nello sviluppo della creatività, nel rafforzamento dell'autostima, nella capacità di affrontare paure e inibizioni, favorendo, più in generale, il raggiungimento d'un senso di liberazione e armonia nella propria vita.

### Storia

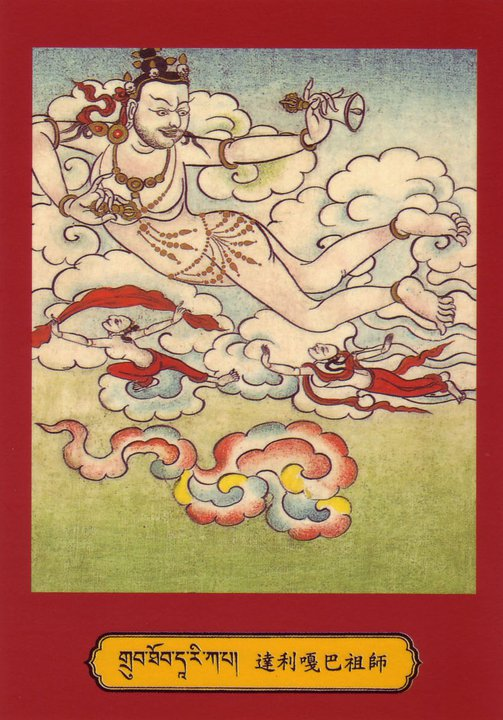
Illustrazione buddista del IX secolo che raffigura l'esperienza di volare durante un sogno lucido.

Si tratta in ogni caso di un fenomeno conosciuto sin dagli albori dell'umanità per la sua valenza iniziatica, utilizzato ad esempio dagli antichi sciamani per compiere viaggi extra-corporei e comunicare con gli spiriti. Nelle dottrine orientali, coltivare la capacità di mantenere la propria consapevolezza durante il sogno era fondamentale sia nella pratica indù dello yoga nidra, sia in quella buddista tibetana dello yoga del sogno, per comprendere come la realtà stessa della veglia sia un'illusione onirica. La coltivazione di una tale consapevolezza era già un esercizio diffuso tra i primi buddisti.
Anche nell'ambito della filosofia greca antica, Aristotele fu tra i primi a trattarne scrivendo: «spesso, quando dormiamo, accade qualcosa nella coscienza che ci rende manifesto che quanto a noi si presenterà non è che un sogno». Si ha inoltre notizia che il medico Galeno di Pergamo utilizzava i sogni lucidi come una forma di terapia.
Tra i primi padri della Chiesa, Agostino di Ippona discusse la possibilità dei sogni lucidi in una lettera del 415 d.C., in cui racconta la storia di questo tipo di sogno sperimentato da un fisico cartaginese di nome Gennadio. Analogamente Tommaso d'Aquino tornò sull'argomento in occasione di una citazione di Aristotele, affermando che i sogni lucidi si verificano in genere «verso la fine del periodo del sonno, negli uomini sobri e in quelli che sono dotati di grande immaginazione».
Nella cultura islamica il maestro sufi Ibn Arabi sosteneva che «una persona deve controllare i pensieri in un sogno. Lo sviluppo di questo stato di allerta porterà grandi benefici all'individuo. Tutti dovrebbero applicarsi per raggiungere questa capacità di così grande valore». in età moderna fu il marchese d'Hervey de Saint-Denys a condurre studi ed esperimenti sui sogni lucidi, pubblicandoli in un'opera del 1867 intitolata Les Rêves et lesmoyens de les diriger. Dopo essere stato a lungo appannaggio di cerchie ristrette dell'esoterismo e dell'ermetismo, da allora l'interesse per il sogno lucido si diffuse sempre più in ambito popolare.

## Caratteristiche di un sogno lucido

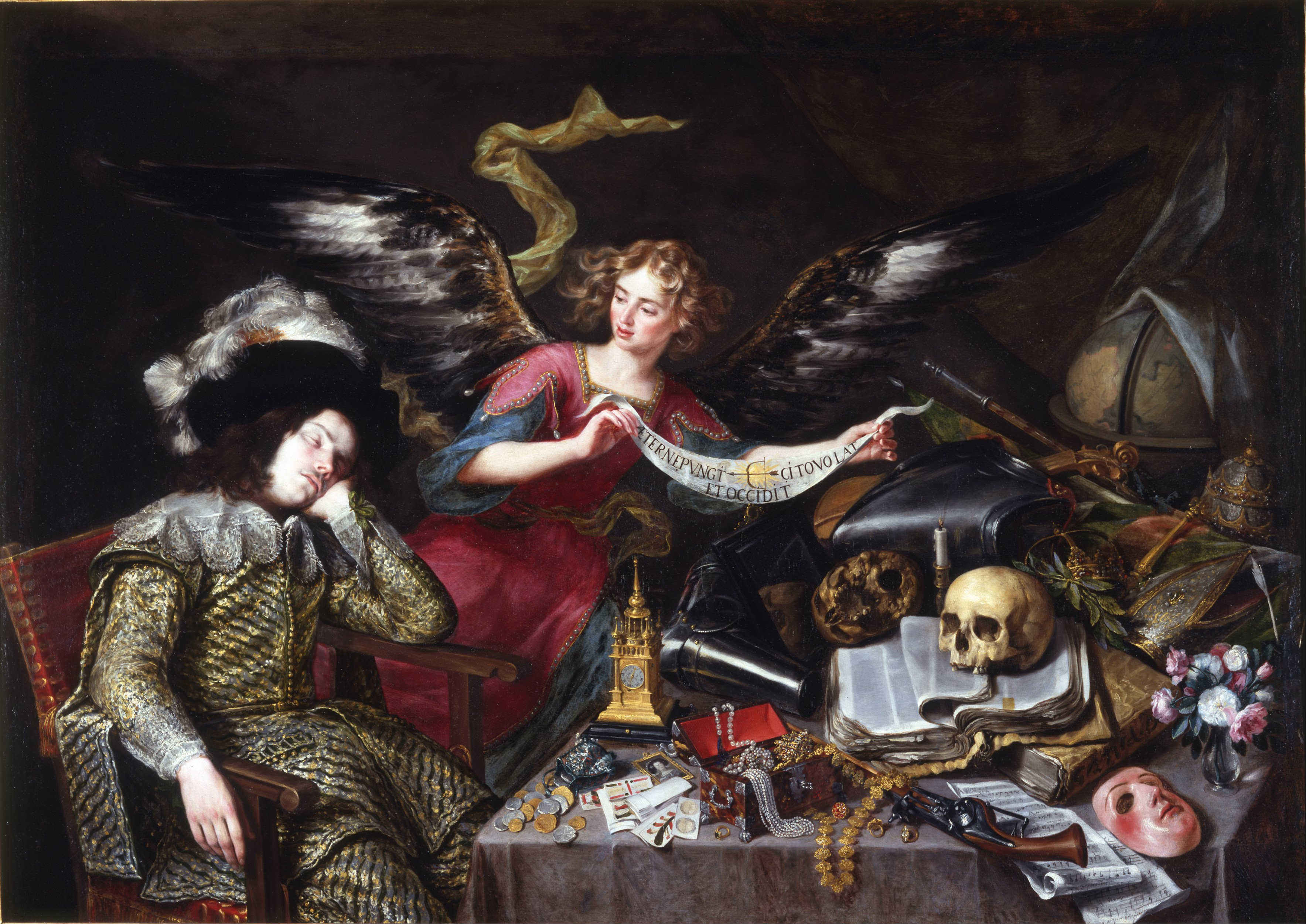
Il sogno del nobiluomo, di Antonio de Pereda (1670)

Da svegli condividiamo il mondo fenomenico con regole uguali per tutti (descritto, in generale, dalla scienza). Nel sogno le percezioni non sono legate ai fenomeni e, per questo motivo, possono anche non presentare alcuna linearità.
Il punto focale dell'esperienza del sogno lucido è rendersi conto del fatto di stare sognando. A tal proposito, è necessario ricercare nel proprio sogno dei segni che indichino chiaramente una situazione bizzarra o irrealizzabile nel mondo reale.
Prerequisito necessario per sperimentare il sogno lucido è quello di riuscire a ricordare i propri sogni. Il metodo più usuale utilizzato per potenziare tale abilità è quello di tenere un registro (o diario) dei sogni da compilare al risveglio. Perché ciò risulti efficace è importante svolgere tale operazione il più presto possibile poiché il ricordo dei sogni tende a svanire molto rapidamente (i sogni che si ricordano di più sono solo quelli che si fanno negli ultimi minuti di sonno prima del risveglio). 
Il sogno lucido viene inoltre descritto come un'esperienza di notevole qualità percettiva durante l'attività onirica, tanto che anche persone con problemi fisiologici riescono a percepire in modo chiaro e distinto. L'ambientazione varia spesso; da qui nasce la disputa se il sogno lucido possa essere considerato una sorta di viaggio astrale, cioè un'esperienza di separazione della propria anima o componente astrale dal corpo, con cui ci si possa recare in ambienti realmente esistenti.
Nel caso del sogno lucido ci si può effettivamente trovare nell'ambiente circostante, e nel momento corrispondente a quello in cui si verifica il sonno, ma anche in tempi e luoghi diversi da quelli ordinari, assimilabili a un mondo parallelo o un piano astrale. Il mantenimento di una coscienza obiettiva garantisce comunque la possibilità di riuscire ad esempio a sapere istantaneamente il significato effettivo del sogno, come accaduto al sensitivo Edgar Cayce.
L'esoterista Rudolf Steiner descrive nella sua Scienza occulta come l'iniziazione ai misteri spirituali e alla chiaroveggenza consista propriamente nello sviluppo di un organo sovrasensibile grazie al quale vivere gradualmente in maniera desta quel che il comune profano sperimenta in uno stato di totale incoscienza, cioè le fasi del sogno, del sonno, e persino della morte comatosa: praticando l'esercizio di concentrazione sulla «rosacroce» da lui proposto, si giungerebbe ad avvertire una sempre maggiore «continuità della coscienza», al punto da essere in grado di pensare dormendo: «Io sono ora in un altro mondo».
L'opposto del sogno lucido potrebbe essere descritto come un «sogno a occhi aperti», simile all'ipnosi, ma in realtà è più calzante contrapporlo alla perdita di concentrazione (o di attenzione, se non lucidità). Un esempio potrebbe essere la guida meccanica di un'automobile, tornando a casa a notte tarda, conoscendo la strada come se fosse inserito il pilota automatico e senza essere del tutto presenti.

### Test di realtà

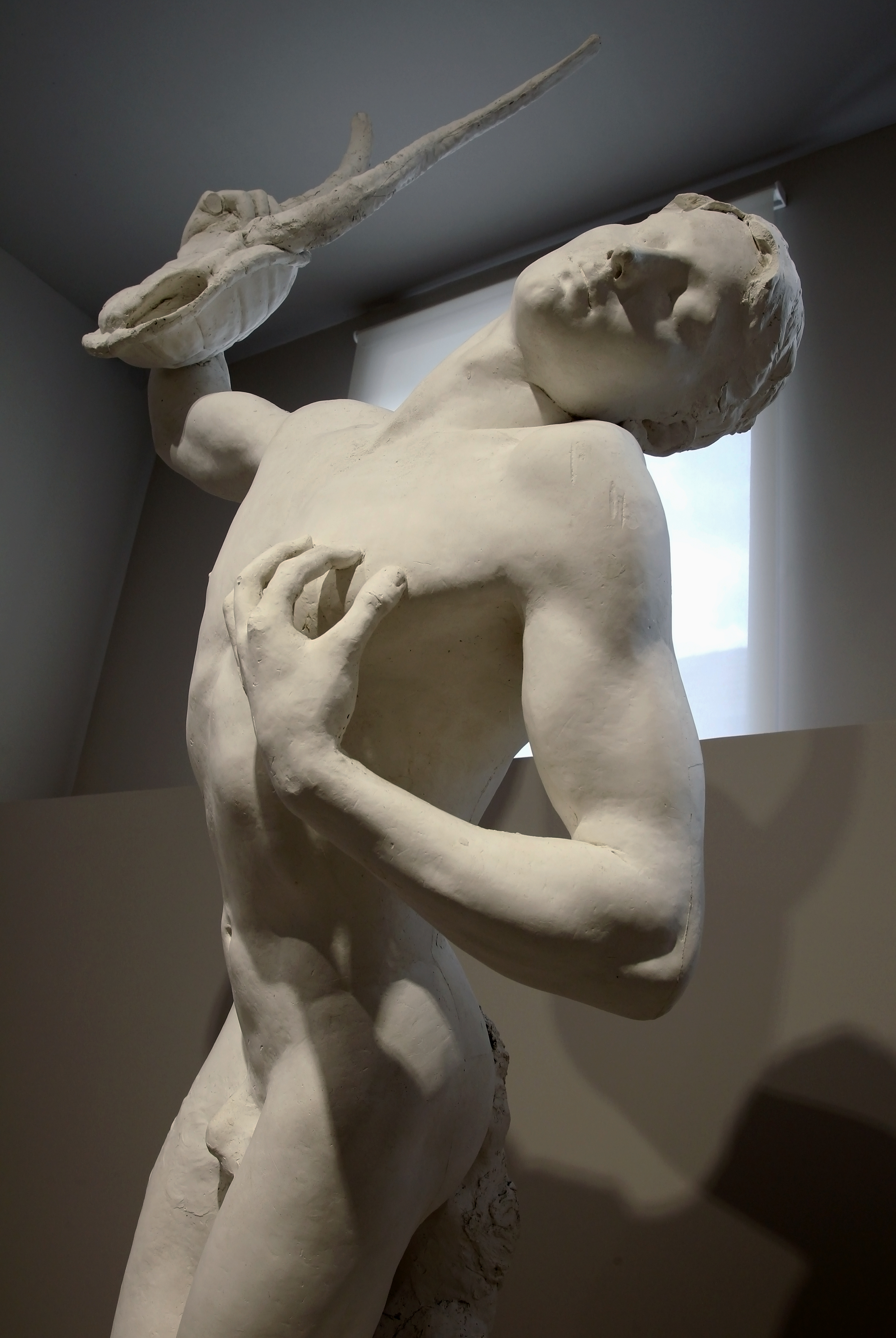
Il sognatore, di Émile Laporte (1893)

Va detto che nel momento in cui un soggetto avverte il bisogno di effettuare un test di realtà (durante il sonno), il dubbio stesso, se ciò che vede o sente sia reale, è di per sé un test di realtà (in stato di veglia non ci chiediamo ragionevolmente se stiamo sognando oppure no); comunque, a conferma, tale operazione consiste nella volontaria ricerca di alcuni dettagli che contraddistinguano univocamente il mondo onirico.
Può capitare che i primi tentativi diano un esito negativo. È quindi consigliabile dubitare del "falso negativo", fidarsi dell'intuizione di sognare (o del dubbio di essere svegli) e di insistere. Con un numero maggiore di tentativi (da 3 a 5) si aumenta l'accuratezza del risultato. Si ottengono risultati più accurati combinando diversi test (piuttosto che ripetere meccanicamente lo stesso test). In generale, ripetere meccanicamente un test senza attenzione (fermarsi a riflettere) è inutile. Di seguito alcuni ulteriori esempi di test:
- Saltare: nel mondo dei sogni spesso la forza di gravità non agisce come nella realtà: saltare corrisponde il più delle volte a prendere il volo o rimanere sospesi a mezz'aria.
- Guardarsi le mani: può succedere che in un sogno la mano possa apparire sfocata o con sei dita.
- Leggere: un test efficace consiste nel leggere una scritta qualsiasi, distogliere lo sguardo e poi provare a rileggerla. Nei sogni spesso le parole cambiano, non restano le stesse.
- Guardare l'orologio: nei sogni l'ora su un orologio digitale non rimane la stessa se la si legge più volte di seguito. Stranamente, di rado questo fenomeno si ha con gli orologi analogici (a lancette). Una spiegazione potrebbe essere che per leggere dei numerali lo sforzo mentale è maggiore (si devono mettere in serie dei simboli, come per la lettura), mentre per interpretare la posizione delle lancette è sufficiente riconoscere una forma geometrica, attività maggiormente legata alla vista.
- Respirare: se si riesce a respirare chiaramente con il naso pur essendoselo tappato o se si respira sott'acqua si sta sognando.
- Guardarsi allo specchio: spesso nei sogni la propria immagine riflessa allo specchio è deformata o sostituita con qualcosa d'altro o, anche, può non apparire. Talvolta lo specchio è molto sporco e non specchia affatto.
- Spegnere la luce: se in un sogno si prova a spegnere la luce, anche forzatamente (distruggendo la fonte), la luce non si spegne.
- Accendere la luce: a volte può capitare di entrare in una stanza buia. Spesso provando a premere l'interruttore per accenderla non accade nulla.
- Aprire la vista su nuovi spazi: accendere la luce in una stanza buia, aprire una porta, usare un cannocchiale, sbirciare oltre un muro e via dicendo, può avere il sorprendente effetto di mostrare uno spazio indistinto senza contorni o contenuti discernibili (molto simile alla nebbia o al fumo).
- L'impossibilità di ricordarsi o tracciare come si è arrivati ad una certa situazione è un altro metodo utilizzabile per capire se si sta sognando.
- Urlare: spesso mentre si sogna si nota di non riuscire ad urlare ma si emette solo una voce rauca.
- Ricordare se ci si è addormentati da poco: se, infatti, il sognatore riesce a ricordare che si trovava nel proprio letto, in procinto di addormentarsi, prima dell'esperienza di cui sta testando la realtà, si accorgerà subito che si trova in un sogno, in quanto basterà che egli noti un qualsiasi dettaglio anomalo rispetto alla normale condizione di risveglio affinché se ne accorga.[29]

Se il test di realtà dà esito favorevole si è nel mondo dei sogni. A tal punto il sognatore, pur essendo ancora addormentato, acquisisce l'acutezza dei sensi e la lucidità proprie della vita nel mondo reale e può quindi interagire con il proprio mondo onirico come se fosse sveglio, forte dei propri ricordi e della propria volontà. In questa condizione è facile risvegliarsi oppure riperdere il controllo di sé e continuare l'esperienza di sogno normalmente: la capacità di controllo di questo labile stato viene dall'esperienza e dalla pratica.
Arrivare ad eseguire volontariamente un test di realtà all'interno di un sogno richiede una certa pratica di tale tecnica durante la veglia: nei sogni, infatti, tendiamo a riprodurre i comportamenti e le operazioni che siamo più abituati ad assumere e ad eseguire nel mondo reale.

### Falsi risvegli

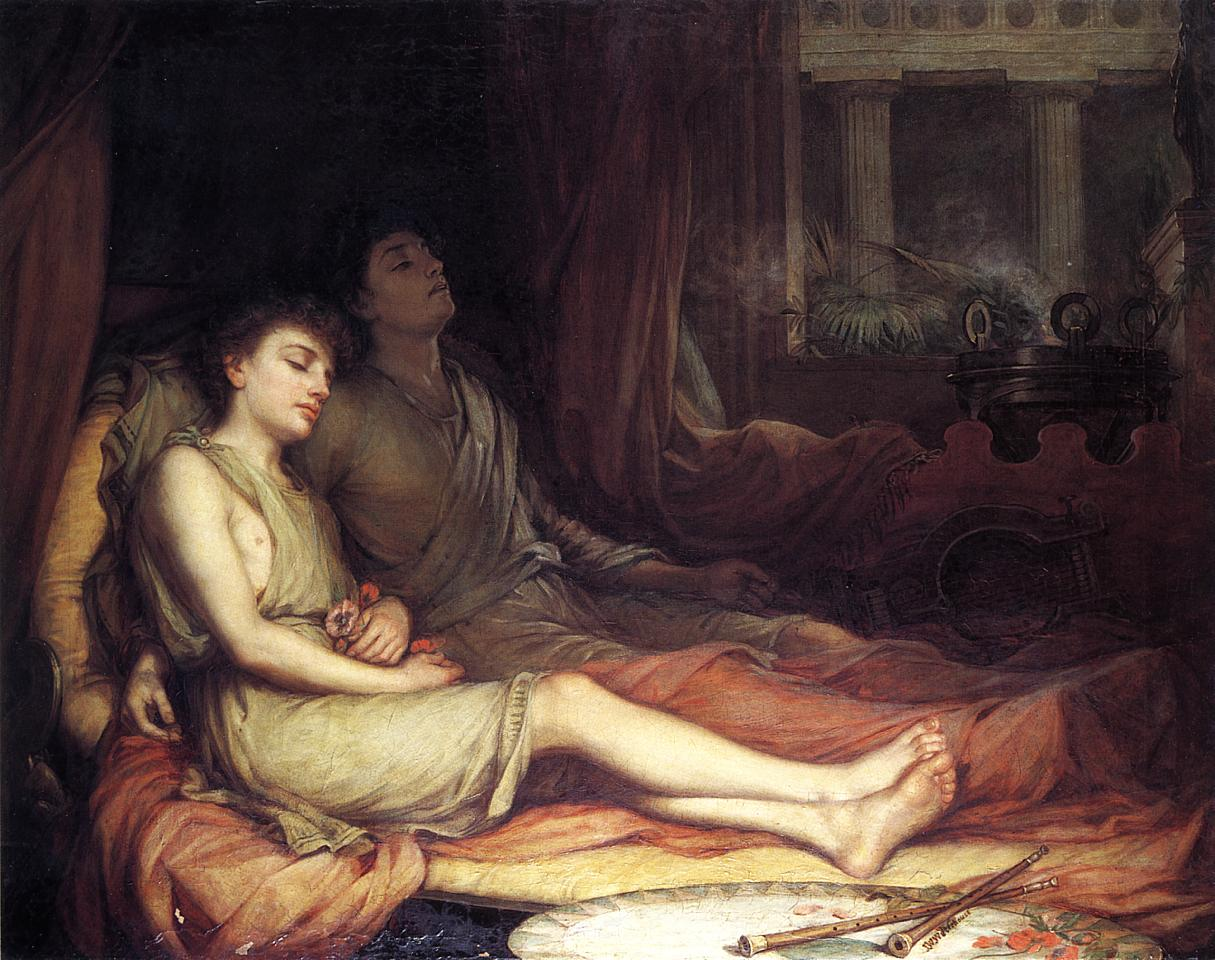
Hypnos e Tanato, di John William Waterhouse.

A seguito di un test di realtà positivo (spesso involontario) l'improvvisa acquisizione di lucidità può causare nel sognatore una sorpresa tale da svegliarlo. A volte però il risveglio è solo virtuale: il sognatore si ritrova nella sua camera da letto credendo di essersi svegliato, invece sta ancora sognando. Il fenomeno del «falso risveglio» potrebbe essere un meccanismo di protezione del sonno. Ad esempio, il sognatore ha sete, e sogna di svegliarsi per andare a bere; oppure, decide di svegliarsi per sfuggire ad un incubo. Questi falsi risvegli causano la maggior parte delle volte la perdita di lucidità e il soggetto prosegue nel suo sogno normalmente (talvolta ci si sveglia realmente quando nel falso risveglio si è sognato non solo di alzarsi dal letto, ma di stare andando al lavoro). Per evitare la perdita di lucidità è possibile abituarsi ad eseguire un test di realtà appena si crede di essersi svegliati.
L'acquisizione di consapevolezza del falso risveglio può essere tuttavia l'anticamera di una esperienza assai angosciosa (anche se breve): nel tentativo di risvegliarsi veramente, il soggetto si ritrova lucido e cosciente ma con il corpo paralizzato. Ciò è dovuto alla cosiddetta paralisi ipnagogica che tipicamente accompagna le fasi REM.

### Sogni di potere
Nei libri dello scrittore Carlos Castaneda viene spiegata nei particolari la tecnica per acquisire lucidità durante un sogno, il cui scopo è l'acquisizione di un potere reale, prerogativa dei guerrieri, che consenta di accedere a stati di coscienza extra-ordinari, giudicati più autentici rispetto a quella della comune veglia.
In Viaggio a Ixtlan egli espone per la prima volta i passaggi progressivi di questa tecnica, appresi dal suo maestro sciamano don Juan:
- cominciare col guardarsi le mani in sogno;[30]
- portare lo sguardo sulla realtà circostante, con brevi occhiate, cercando di mantenerne la vista, notando che in questo modo gli oggetti della nostra osservazione tendono rapidamente a cambiare forma; qualora se ne perda il controllo, tornare a guardarsi le mani;[30]
- dopo essere riusciti a mantenere a lungo la lucidità rispetto al mutare delle immagini, ampliare lo sguardo fino a focalizzare tutti gli oggetti che si desiderano;[31]
- solo quando ci si senta pronti, si può iniziare a muoversi e a viaggiare, dapprima imparando a stabilire con la volontà il luogo preciso dove recarsi, concentrandosi su un oggetto situato in quel posto,[32] poi controllando la durata esatta del viaggio;[31]
- se non ci ricorda più di doversi guardare le mani, prima di dormire si può indossare una cuffia o una fascia sulla testa con una striscia in mezzo, purché sia prima apparsa in un sogno, altrimenti essa indurrà solo sogni più intensi, ma non di potere.[33]

Secondo Don Juan, infatti, la vividezza dei sogni conduce spesso fuori strada, perché la ricchezza di particolari che attrae l'attenzione del sognatore lo distrae dal mantenimento del controllo. Quelli che contano sono solo i sogni di potere.
(Don Juan, cit. da Castaneda, Viaggio a Ixtlan, p. 121)
Nell'Isola del Tonal Castaneda approfondisce gli insegnamenti ricevuti da don Juan alla luce dei racconti di un altro stregone, don Genaro, che sosteneva di avere alle volte sognato se stesso, il proprio doppio, mentre dormiva, scoprendo che è quest'ultimo in realtà a sognare l'Io.
All'argomento è infine dedicato interamente un altro libro, pubblicato anni dopo, intitolato L'arte di sognare.

## Tecniche per ottenere un sogno lucido
Vi sono diverse tecniche che permettono di aumentare significativamente le probabilità di avere un sogno lucido se applicate correttamente.

### Metodo del controllo sulla realtà

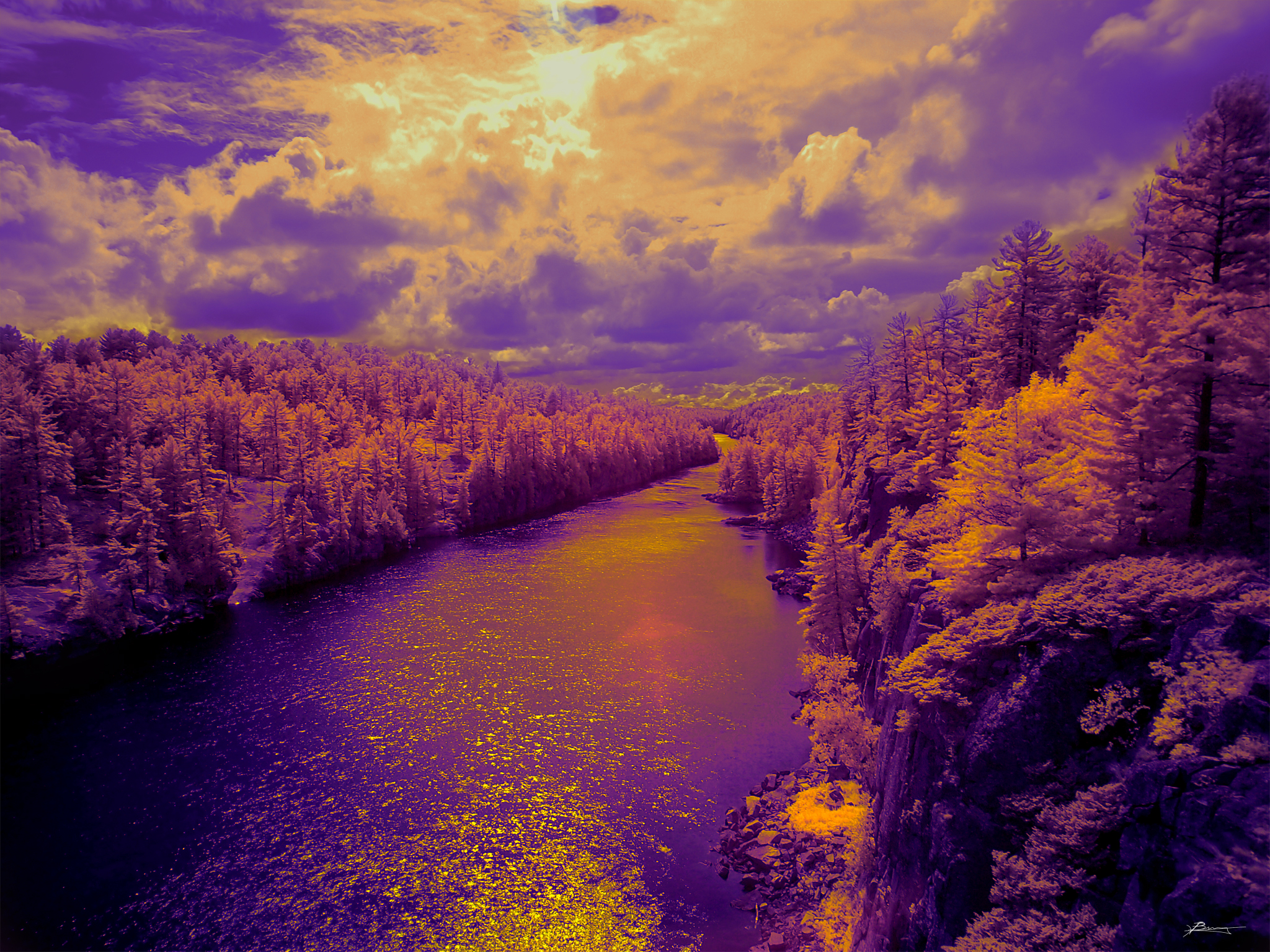
Tipico surrealismo di un paesaggio onirico, il cui aspetto nei sogni tende a mutare rapidamente.

Una tecnica da principiante per cominciare a massimizzare la possibilità di avere un sogno lucido consiste nell'utilizzo del «metodo del controllo sulla realtà» (RCT, Reality Control Test). Si tratta durante il giorno di prestare attenzione più volte a cose che durante il sogno tendono a mutare, in modo tale da rendersi conto che si sta sognando. 
Si potrebbe ad esempio controllare l'ora più volte (in genere quando si controlla l'orologio nel sogno e lo si ricontrolla anche a distanza di qualche secondo, l'orario è mutato), oppure fissare un panorama, o una stanza più volte (quando lo si fa nel sogno in genere lo scenario cambia completamente). Questa tecnica andrebbe rivolta ad oggetti poco significativi, che non appartengano al patrimonio simbolico dell'inconscio, oppure a qualsiasi elemento che abbia a che fare con i numeri (orario, matrici di numeri, partenze e arrivi di treni o di aerei, ecc.), a frasi logiche di senso generico («mamma non è nanna»), a percorsi preferenziali (quando si guida un veicolo porre attenzione alla strada e magari notare qualche albero particolare).

### Tecnica di adeguamento del ciclo
La CAT, acronimo di cycle adjustment technique, è un'altra tecnica per indurre un sogno lucido. È stata sviluppata da Daniel Love, uno studioso britannico. Consiste nel calibrare il proprio ciclo di sonno al fine di aumentare le probabilità di veglia durante la sua ultima parte. È necessario svegliarsi 90 minuti prima del normale orario di sveglia, finché il ciclo di sonno si regola sulle nuove condizioni. A questo punto si alternano le vecchie e le nuove condizioni di sveglia. Nei giorni con tempo di sveglia normale, lo stato di allerta sarà così aumentato rendendo il sogno lucido più probabile.

### Induzione mnemonica del sogno lucido
MILD, acronimo di Mnemonic Induction of Lucid Dreaming, è una delle tecniche più utilizzate e consiste semplicemente nel coricarsi con l'intenzione di riconoscere nel sogno delle situazioni inusuali o impossibili da verificarsi nella realtà. È una tecnica molto semplice ed immediata da applicare ma non molto efficace se applicata da sola: solitamente si utilizza in combinazione con una delle altre per ottenere un effetto sinergico.

### Induzione per risveglio e riaddormentamento
WBTB, acronimo di Wake Back To Bed è una tecnica applicata in concomitanza al MILD; si sperimenterebbe infatti un aumento del 46% dei sogni lucidi. La tecnica consiste nell'andare a dormire e svegliarsi circa 5/6 ore dopo, restare svegli per un'ora focalizzando i propri pensieri sul sogno lucido (semplicemente pensandoci o leggendo qualche libro sull'argomento) ed infine tornare a letto, cercando di effettuare il MILD.

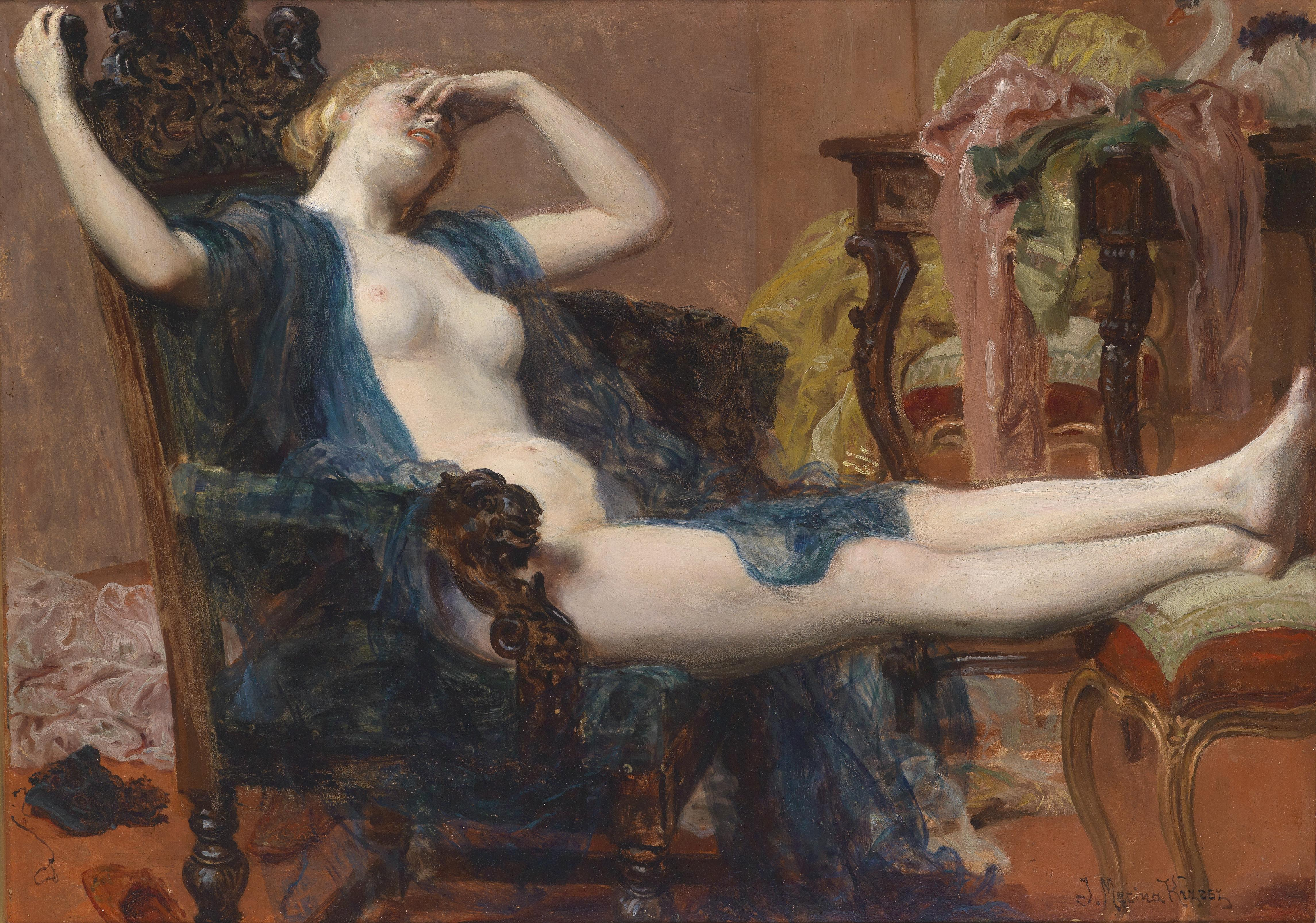
Sogno ad occhi aperti, di Josef Krzesz-Mecina (1930 circa)

Questa procedura aumenterebbe di molto la probabilità di ottenere un sogno lucido. Ciò è dovuto al fatto che le fasi del sonno REM (quelle in cui si sogna) si allungano col prolungarsi della notte. Più la fase REM è lunga, più si alzano le probabilità di acquisire lucidità all'interno di essa.

### Sogni lucidi iniziati da sveglio
WILD, acronimo di Wake Initiated Lucid Dreams, è una tecnica che consiste nell'iniziare il sogno "senza addormentarsi" ed è resa possibile rilassando completamente il corpo ma mantenendo la mente vigile e concentrata su di esso.
Il sogno lucido può essere raggiunto passando attraverso vari stadi: è possibile avvertire delle scosse attraversare il proprio corpo, essere preda di una particolare paralisi del sonno (innocua ma talvolta terrificante), assistere alla materializzazione di particolari immagini ipnagogiche davanti ai propri occhi (chiusi), e successivamente ritrovarsi in un ambiente onirico passando quindi da "spettatore" ad "attore" della scena.
Non è raro che l'ambiente in cui ci si viene a ritrovare sia una riproduzione del luogo in cui ci si era appisolati: alcuni sostengono che siano vicini, o talvolta siano le stesse esperienze extracorporee come viaggi astrali o fenomeni paranormali del genere.

### Induzione tramite stimoli esterni
Alcuni ricercatori hanno sperimentato stimoli acustici su soggetti quando essi entravano nella fase REM, concordati in precedenza, per dire loro che stavano sognando. Talvolta si trattava anche di stimoli tattili.
Sono stati ideati inoltre degli apparecchi commerciali di dubbia utilità, che si possono presentare come mascherine in forma di occhiali da indossare quando si va a dormire, dotati di sensori che si accorgono quando il soggetto entra in fase REM, e provvedono ad inviargli degli stimoli tramite luci colorate. Se il dormiente si è già allenato a riconoscere durante il giorno analoghe luci lampeggianti, sarebbe in grado di avvertirle ed interpretarle correttamente, ponendosi il relativo test di realtà, ma a lungo andare questa tecnica perderebbe di efficacia.

## Filmografia
- Dreamscape - Fuga nell'incubo (Dreamscape), regia di Joseph Ruben (1984)
- Nightmare - Dal profondo della notte (A Nightmare on Elm Street), regia di Wes Craven (1984)
- Apri gli occhi (Abre los ojos), regia di Alejandro Amenábar (1997)
- Al di là dei sogni (What Dreams May Come), regia di Vincent Ward (1998)
- Vanilla Sky, regia di Cameron Crowe (2001)
- Waking Life, regia di Richard Linklater (2001)
- Mulholland Drive (Mulholland Dr.), regia di David Lynch (2001)
- L'arte del sogno (La Science des rêves), regia di Michel Gondry (2006)
- Paprika - Sognando un sogno (パプリカ?, Papurika), regia di Satoshi Kon (2006)
- The Good Night, regia di Jake Paltrow (2007)
- Inception, regia di Christopher Nolan (2010)
- Insidious, regia di James Wan (2011)
- Sucker Punch, regia di Zack Snyder (2011)
- Lucid Dream, regia Kim Joon-Sung (2017)